# Yarwein Mehnsonnoh District
Yarwein Mehnsonnoh är ett distrikt i Liberia.   Det ligger i regionen Nimba County, i den centrala delen av landet, 190 km öster om huvudstaden Monrovia.